# نولان توكوبيلاني
نولان توكوبيلاني (الاسم العلمي:Nolana tocopillensis) هو نوع نباتي يتبع جنس النولان من فصيلة الباذنجانية.